# Хедерень
Хедерень, Хедерені (рум. Hădăreni) — село у повіті Муреш в Румунії. Входить до складу комуни Кецань.
Село розташоване на відстані 279 км на північний захід від Бухареста, 45 км на захід від Тиргу-Муреша, 45 км на південний схід від Клуж-Напоки.

## Населення
За даними перепису населення 2002 року у селі проживали 889 осіб.
Національний склад населення села:
| Національність | Кількість осіб | Відсоток |
| -------------- | -------------- | -------- |
| румуни         | 644            | 72,4%    |
| угорці         | 151            | 17,0%    |
| цигани         | 94             | 10,6%    |

Рідною мовою назвали:
| Мова      | Кількість осіб | Відсоток |
| --------- | -------------- | -------- |
| румунська | 682            | 76,7%    |
| угорська  | 151            | 17,0%    |
| циганська | 56             | 6,3%     |